# João Vieira (trójskoczek)
João do Carmo Rodrigues Vieira (ur. 6 marca 1919 w Lizbonie) – portugalski lekkoatleta specjalizujący się w trójskoku, uczestnik igrzysk olimpijskich w Londynie 1948 r.

## Występy na igrzyskach olimpijskich
Vieira  wystartował na igrzyskach olimpijskich w 1948 r. Wziął udział w zmaganiach lekkoatletycznych w konkurencji trójskoku.
Zmagania trójskoczków odbyły się 3 sierpnia. W rundzie kwalifikacyjnej Vieira zajął 17. miejsce z wynikiem 14,28 m. Rezultat ten był zbyt słaby, by awansować do finału (minimum kwalifikacyjne wynosiło 14,50 m).

## Rekordy życiowe
- trójskok – 14,70 m  (1947)